# 天元鋁業
三門峽天元鋁業股份有限公司（前港交所上市編號：8253）是一間中國鋁材生產商。
天元鋁業的前身是河南三門峽鋁廠，是於1958年設立的大型國有企業。2004年7月，天元鋁業在香港交易所創業板上市。
2007年，李留法旗下的天瑞集團向三門峽市國資背景的天元集團收購三門峽天元鋁業股份有限公司67.02%的股權。
2012年9月，天元鋁業宣布停產，有員工表示公司已欠薪三個月。
2012年3月30日起天元鋁業開始停牌。2014年4月9日，天元鋁業提交了復牌建議，涉及收購一個位於中國的礦場，但其後終止收購。2015年9月10日，聯交所公布由9月10日起取消天元鋁業上市地位。